# Шарафи, Асгар
Асгар Шарафи (перс. اصغر شرفی‎; род. 22 декабря 1942, Тегеран) — иранский футболист и футбольный тренер, играл на позиции нападающего. Двукратный обладатель Кубка Азии (1968, 1972).

## Биография

### Клубная карьера
На протяжении карьеры играл в Иране за «Шахин», «Шоа» и ПАС, с которым выиграл 2 чемпионата Тегерана. Всего за ПАС Шарафи отыграл 8 сезонов и в 1975 году завершил карьеру.

### Карьера в сборной
В состав сборной Ирана выиграл два Кубка Азии (1968, 1972). Принимал участие на олимпийском футбольном турнире 1972 года, где сыграл в матче со сборной Венгрии (0:5). Всего за сборную Ирана сыграл 11 матчей и забил 1 гол.

### Тренерская карьера
Входил в тренерский штаб сборной Ирана на первом для неё в истории чемпионате мира по футболу 1978 года.
Работал главным тренером иранских клубов, среди которых были «Эстегляль», «Иранджаван», «Барг Шираз» и «Экбатан». С 2007 по 2008 год работал в Словакии в качестве главного тренера «ДАК 1904».

## Достижения
ПАС (Тегеран)
- Чемпион Тегерана (2): 1967/68, 1968/69

 Иран
- Обладатель Кубка Азии (2): 1968, 1972